# Хома Андрій Володимирович
Андрій Володимирович Хома (нар. 23 вересня 2001, Івано-Франківськ, Україна) — український футболіст, центральний нападник франківського «Прикарпаття».

## Життєпис
Народився в Івано-Франківську. Вихованець ДЮСШ-99 (Рогатин), у футболці якого виступав в юнацькому чемпіонаті Івано-Франківської області. З 2015 по 2020 рік виступав у ДЮФЛУ за «Прикарпаття».
Дорослу футбольну кар'єру розпочав 2017 року за «Путятинці» в чемпіонаті Івано-Франківської області. З 2018 по 2019 рік виступав за франківський «Прикарпаття-Тепловик» в обласному чемпіонаті. У липні 2019 року переведений до першої команди «Прикарпаття». У футболці франківського клубу дебютував 27 серпня 2019 року в програному (1:5) виїзному поєдинку 2-го попереднього раунду кубку України проти «Миколаєва». Андрій вийшов на поле в стартовому складі, на 42-ій хвилині отримав жовту картку, а на 46-ій хвилині його замінив Ігор Худоб'як. У Першій лізі України дебютував 30 серпня 2019 року в програному (2:3) виїзному поєдинку 6-го туру проти одеського «Чорноморця». Хома вийшов на поле на 88-ій хвилині, замінивши Романа Бочкура. Першим голом у професіональному футболі відзначився 7 серпня 2020 року на 79-ій хвилині переможного (4:1) домашнього поєдинку 29-го туру Першої ліги України проти «Черкащини».
28 серпня 2023 року у виграному матчі проти «Хуста» (7:0) зробив перший у професійній кар'єрі хет-трик. У сезоні 2023/24 забив 14 голів у Першій лізі, поступившись званням кращого бомбардира Дмитру Щербаку лише через більшу кількість проведених матчів (27 проти 26 у Щербака).
| Сезон                   | Команда                 | Турнір                  | М  | Г  |
| ----------------------- | ----------------------- | ----------------------- | -- | -- |
| 2019-20                 | «Прикарпаття»           | Перша ліга              | 9  | 1  |
| 2020-21                 | «Прикарпаття»           | Перша ліга              | 21 | 2  |
| 2021-22                 | «Прикарпаття»           | Перша ліга              | 5  | 0  |
| 2022-23                 | «Прикарпаття»           | Перша ліга              | 8  | 3  |
| 2023-24                 | «Прикарпаття»           | Перша ліга              | 27 | 14 |
| Усього за «Прикарпаття» | Усього за «Прикарпаття» | Усього за «Прикарпаття» | 70 | 20 |